# Воробьёвское сельское муниципальное образование
Воробьёвское сельское муниципальное образование — сельское поселение в Приютненском районе Калмыкии.
Административный центр и единственный населённый пункт в составе СМО — село Воробьёвка.

## География
Воробьёвское СМО расположено в северной части Приютненского района и граничит:
- на севере и востоке с территорией Целинного района Калмыкии (Хар-Булукское СМО);
- на западе с Ремонтненским районом Ростовской области;
- на юге с Приютненским и Ульдючинским СМО Приютненского района.

Территория СМО в геологическом отношении представляет собой область перехода ЕргениЮжных Ергени в Кумо-Манычская впадинаКумо-Манычскую впадину. В Воробьевском СМО имеются залежи строительных полезных ископаемых, таких как пески строительные и кварцевые, глины для кирпичного сырья и лечебные голубые глины.

### Климат
По климатическому районированию Воробьевское СМО относится к зоне резко континентального климата. Количество суммарной солнечной энергии около 115 ккал/см2. Продолжительность солнечного сияния здесь составляет 2180—2250 часов за год. Лето жаркое и очень сухое, зима малоснежная при среднем абсолютном минимуме до −28ºС. Температура января −5…-8°С, июля +23…26°С. Тепловыми ресурсами территория обеспечена достаточно хорошо, сумма температур составляет 3745-3900°С. Увлажнение недостаточное. Суммарное количество осадков в среднем за год составляет в среднем 300 мм. Испаряемость колеблется от 850—900 мм.

### Почвы
Хорошо развитый микрорельеф территории создает условия для комплексности почв. В мелких понижениях сформировались солонцы, на водоразделах — светло-каштановые почвы, которые на склонах в той или иной степени смыты. По отрицательным элементам рельефа в условиях дополнительного поверхностного увлажнения за счет вод местного стока сформировались полугидроморфные почвы (лугово-чернозёмные, лугово-каштановые и лугово-бурые), которые, по сравнению с зональными (автоморфными) почвами, имеют большую мощность перегнойных горизонтов и относительно высокую гумусированность. В более выраженных депрессиях рельефа с близким уровнем залегания грунтовых вод сформировались гидроморфные почвы: луговые, лугово-болотные, болотные, солончаки, солонцы луговые.

### Гидрография
По территории муниципального образования протекают реки Наин-Шара, Гашун-Сала, Бурата, Годжур и Малая Элиста. Главным источником питания водотоков являются талые снеговые воды.

## Население
| 2002 | 2010  | 2011  | 2012  | 2013  | 2014  | 2015 |
| ---- | ----- | ----- | ----- | ----- | ----- | ---- |
| 1281 | ↘1122 | ↘1115 | ↘1100 | ↘1069 | ↘1030 | ↘995 |
| 2016 | 2017  | 2018  | 2019  | 2020  | 2021  |      |
| ↘967 | ↘953  | ↘932  | ↘916  | ↘883  | ↘833  |      |

Численность населения Воробьевского СМО на начало 2012 года составляет 1 077 человек. Население распределено неравномерно и сконцентрировано в одном населённом пункте — селе Воробьёвка. Динамика численности населения характеризуется постепенным снижением. За последние 10 лет численность населения Воробьевского СМО сократилась на 176 человек или на 15,7 %. Средний размер домохозяйства составляет 2,7 человека.

## Экономика
Основной отраслью экономики Воробьевского СМО является сельское хозяйство. Ведущей отраслью специализации сельскохозяйственного производства является овцеводство, разведение КРС, производство зерна. Крупные сельхозпроизводители на территории поселения отсутствуют.